# ニュー・アカデミズム
ニュー・アカデミズムとは、1980年代の初頭に日本で起こった、人文科学、社会科学の領域における流行、潮流のこと。ニューアカと略される場合もある。

## 概要
ニュー・アカデミズムとは1980年代中頃に浅田彰、中沢新一の著作がベストセラーとなり、既存のアカデミズムの枠におさまらない新しい形の知のブームが生じたことを、マスメディアが社会現象として捉えて名付けた造語であり、厳密な定義のない用語である。基本的に、記号論や構造主義、ポスト構造主義、ポスト・モダニズムといった西欧の当時の学問の潮流の日本への輸入と並行して生じた潮流を差していた。
既存のアカデミズムの学問領域の区分けを横断する学際的な思想である点、旧来的な学問の論述方法・作法から逸脱した自由な表現方法をとる場合がある点に特徴がある。したがって学会や学術誌よりも、ジャーナリズムを主要な活動の舞台とした。ただし論者のほぼ全ては大学に籍を置いていた。

## 沿革

### 近代主義への懐疑とマルクス主義の退潮
1960年代までの既存のアカデミズムの議論の主流は、政治学における丸山真男、経済史における大塚久雄、法社会学の川島武宜に代表される西欧の近代市民社会の諸原理を社会に確立しようとする近代主義であった。また、社会にマルクス主義が受け入れられており、それを実践の側面から補完するサルトルの実存主義が流行の思想であった。
文化大革命、パリ五月革命、ベトナム反戦運動、公民権運動など、1968年に前後し全世界的な潮流として新左翼が勃興し、日本においても大学紛争が激化する。学生の公式的なマルクス主義からの離反が生じる。1970年代に入り新左翼が過激化すると、新左翼自体も大衆的な支持を失う。
1960年代後半に全共闘の学生の支持を受けた在野の文芸批評家の吉本隆明が丸山真男のアカデミズムの権威性と近代主義を批判して主著『共同幻想論』を発表する。同じころ、新左翼に影響を与えた哲学者の廣松渉はマルクス解釈の内部から関係論的な共同主観性の議論を導き出す。

### 1968年革命　プレ・ニューアカ期の言論
1970年代には記号論や構造主義などの新しい思想潮流が海外から輸入されるようになり、近代的な主体概念、理性中心主義への懐疑が知的世界に膾炙していく。
記号論や構造主義的な思考を取り入れた文化人類学者山口昌男は社会・文化を「中心と周縁」の対立構造として捉える理論を提唱、哲学者中村雄二郎がやはり構造主義の影響を受けて「共通感覚論」「深層=パトスの知」という考えを提唱する。経済人類学の栗本慎一郎はカール・ポランニーにジョルジュ・バタイユを結びつけた独自の理論を展開、心理学者岸田秀はジークムント・フロイトを独自に解釈した「唯幻論」を唱えた。
文芸批評においては柄谷行人が『資本論』をマルクス主義から独立したテクストと捉えてソシュール言語学を援用して読み解いた。また蓮實重彦はミシェル・フーコー、ジル・ドゥルーズ、ジャック・デリダなどのフランス現代思想の知見を文芸批評の世界に導入する。こうした新しい知の主要な発表の場となったのは三浦雅士が編集長を務めていた雑誌『現代思想』 であった。

### 1980年代　ニュー・アカデミズムのブーム
1981年、栗本慎一郎が『パンツをはいたサル』をカッパブックスから出版して大ベストセラーとなる。1983年 に浅田彰が構造主義・ポスト構造主義を一貫したパースペクティブにおさめて解説した『構造と力』 が出版されると新聞や一般誌にもたびたび取り上げられる。宗教学にフランス現代思想を接合した中沢新一『チベットのモーツァルト』が刊行されてやはり話題となる。両著は、若い世代を中心に読まれてその内容の難度にもかかわらず異例のベストセラーとなる。浅田が次の著作『逃走論』で提示した用語「スキゾ」「パラノ」は流行語になった。このころニュー・アカデミズムという用語が登場する。
知のブームの中、四方田犬彦、丹生谷貴志、松浦寿輝、細川周平、西成彦、渡部直己、絓秀実といった批評家が表舞台にでてくる。また、先行世代の山口昌男、柄谷行人、蓮實重彦らが改めて注目され、市川浩、坂部恵、木村敏、丸山圭三郎、今村仁司のような、より手堅いアカデミシャンの論にも目が向けられた。『現代思想』は最盛期で公称数万部の発行部数を叩き出した。学術的な文章で埋められた雑誌としては驚異的な発行部数であった。思想関連の出版は活況となり、浅田彰、四方田犬彦らによる『GS たのしい知識』、山口昌男、中村雄二郎らによる『へるめす』といったニュー・アカデミズムやそれに関連する話題を掲載する雑誌がこの時期に創刊されている。

### ニュー・アカデミズムの退潮
その後、ニュー・アカデミズムが主に扱っていたフランス現代思想の輸入が進んで大学の制度にとりこまれていったこと、世界的な知の潮流が英米系の分析哲学やリベラリズムに立脚した正義論・責任論など理性的な主体を前提する議論にシフトしたこと、ポスト冷戦の新自由主義化やバブル後の不況によって旧左翼的な資本主義批判にリアリティがでてきたことなどから、ニュー・アカデミズムは退潮していく。

## 略年譜
- 1968年 - 吉本隆明『共同幻想論』
- 1972年 - 廣松渉『世界の共同主観的存在構造』
- 1975年 - 山口昌男「文化と両義性」
- 1977年 - 岸田秀『ものぐさ精神分析』
- 1979年 - 蓮實重彦『表層批評宣言』、中村雄二郎『共通感覚論』
- 1980年 - 柄谷行人『日本近代文学の起源』
- 1981年 - 今村仁司『労働のオントロギー』、細川周平『音楽の記号論』
- 1981年 - 栗本慎一郎『パンツをはいたサル』
- 1982年 - 上野千鶴子『セクシィ・ギャルの大研究―女の読み方・読まれ方・読ませ方』
- 1983年 - 浅田彰『構造と力』、中沢新一『チベットのモーツァルト』
- 1984年 - 丸山圭三郎『文化のフェティシズム』、四方田犬彦『クリティック』
- 1985年 - 岩井克人『ヴェニスの商人の資本論』

## ニュー・アカデミズムの定義や範囲
ニュー・アカデミズムとは浅田彰、中沢新一の著作がベストセラーとなったことを受けて、1984年の朝日新聞の学芸欄で記者が「これまでの学問体系や秩序に挑戦する若い研究者の本」が「「新しい知」を求める若い世代の関心を集めている」状況を指して名付けた造語であり、厳密な定義のない用語である。
大澤聡は『現代日本の批評 1975-2001』においてニュー・アカデミズムを論じているが、期間で区切っており、1983年に『構造と力』、『チベットのモーツァルト』が異例の販売部数を記録して知のブームが起きて、四方田犬彦、細川周平ら若手がフックアップされていき、同時に、柄谷行人、蓮實重彦、山口昌男、栗本慎一郎ら先行世代もブームの圏内へとどんどん引きずりこまれていく状況をもってニューアカデミズムとしている。そして先行する山口昌男、中村雄二郎らが牽引した1970年代の知の状況をプレ・ニューアカ期と呼称している。ただ論の中に「狭義のニューアカ・ブームは、一九八三年から八六年の期間に相当する」という記述があり、広義の、もっと広い期間のニュー・アカデミズムがあるかの含みがある。
1986年のニュー・アカデミズムのブームの渦中に出版された概説書である小阪修平・竹田青嗣他著『わかりたいあなたのための現代思想・入門II―吉本隆明からポスト・モダンまで、時代の知の完全見取図！』は吉本隆明以後、浅田・中沢の登場までの日本の知的状況を「現代思想」として一体のものとして扱っている。

## 評価
社会思想史研究者の仲正昌樹は『集中講義!日本の現代思想―ポストモダンとは何だったのか』で、冷戦終結以後の世界資本主義が暴威を振るう現実の前では、消費社会をあえてアイロニカルに肯定してみせるポストモダン思想のアイロニーが通用しなくなった、という柄谷行人の否定的なポストモダン思想評を紹介している。仲正自身はポストモダン思想は、ポストモダン的に複雑化していく現状の分析の道具としてはいまだ有効であるとしている。
東大駒場騒動で、採用候補であった中沢新一にかわって採用された山脇直司は、中沢新一を「タレント学者」とし、また、当時ニューアカと称され話題を呼んでいた中沢らの思想が、日本だけでしか通用しない「ガラパゴス化の産物」であったと述べた。
栗原裕一郎は「消費社会批判を繰り出しつつ消費社会に従順な、価値相対化ばかりが肥大しているような奇妙なもの」とし、文系がいまだにポストモダン、ニューアカに対する夢を捨て切れていないとして批判している。

## 参考図書
- 『ニューアカデミズム　その虚像と実像』（新日本出版社、1985）
- 小阪修平・竹田青嗣・西研他著『わかりたいあなたのための現代思想・入門―サルトルからデリダ、ドゥルーズまで、知の最前線の完全見取図！ 』（別冊宝島、1984）
- 栗本慎一郎『鉄の処女―血も凍る「現代思想」の総批評』（カッパ・サイエンス 1985）
- 小阪修平・竹田青嗣他著『わかりたいあなたのための現代思想・入門II―吉本隆明からポスト・モダンまで、時代の知の完全見取図！』（別冊宝島、1986）
- 仲正昌樹『集中講義!日本の現代思想―ポストモダンとは何だったのか』（NHKブックス、2006）
- 佐々木敦『ニッポンの思想』（講談社現代新書、2009）
- 東浩紀・市川真人・大澤聡・福嶋亮大『現代日本の批評 1975-2001』（講談社 2017）